# Cilicaeopsis halei
Cilicaeopsis halei är en kräftdjursart som beskrevs av Baker 1926. Cilicaeopsis halei ingår i släktet Cilicaeopsis och familjen klotkräftor. Inga underarter finns listade i Catalogue of Life.